# FOX出版
FOX出版（フォックスしゅっぱん）は、日本の出版社ツクルノモリ株式会社のブランド。

## 概要
FOX出版は、「有限会社FOX出版」として1998年10月に設立され、2013年10月の株式会社への改組とともに「ツクルノモリ株式会社」へと改称された。コミックとらのあななどを経営する株式会社虎の穴の出版関連会社であり、代表取締役は同社と同じく吉田博高。名称の由来は「虎（虎の穴）の威を借る狐」から。本社は秋葉原（千代田区外神田）にあり、同秋葉原および千葉県市川市の二箇所に事業所を置く。
主に漫画作品を取り扱い、単行本や版権作品のコミックアンソロジーを刊行している。単行本のメインレーベルとなる「FOXコミックス」では成人向け漫画作品も一般向け作品と共通のレーベル枠で取り扱われる点が特徴的である。なお、FOX出版は発行元扱いとなり、発売元は文苑堂（2003年前半までは旧名称の「文苑堂東京店」）となっている。
2000年代前半には『コミックメガフリーク』『コミックヒメクリ』などを発行。『コミックメガフリーク』は全年齢向けの一般誌であるが、同誌増刊として創刊された『コミックヒメクリ』は成年コミック誌である。2005年に創刊され、2006年より隔月刊行されたものの同年内に休刊となった『もより（萌寄）』以降は、定期刊行物を発行していない。
ウェブコミック誌『コミックHOLIC』なども展開しているが、サイトの運営は虎の穴が行っている。同誌の掲載作品はコミホリコミックスとして刊行している。
また、彩色済み完成品フィギュアの販売などのキャラクター事業もわずかに行なっている。

## 主な発行物

### 雑誌
- コミックヒメクリ（2001年vol.01：5月号[1] - 2002vol.10：11月号[2]、隔月刊）
- コミックメガフリーク（2000年8月号 - 2001年10月号、隔月刊） ※成年コミック
- もより（2006年#01：2月号 - 2006年#05：10月号、隔月刊）[3]
  - もより―アキバ発持ち寄り系ごった煮マガジン #00（200506：2005年7月[4]）
  - もより―アキバ発持ち寄り系ごった煮コンテンツ #0.5（200508：2005年9月）

### アンソロジー
版権コミックアンソロジー
- アイドルマスター - 「アイドルマスター アンソロジーコミック」（単巻）
- 君が主で執事が俺で - 「君が主で執事が俺で コミックアンソロジー」（Vol.1、Vol.2）
- つよきす - 「つよきす コミックアンソロジー 竜鳴ツンデレ白書」（Vol.1 - Vol.6）
- ToHeart2 - 「ToHeart2 アンソロジー」（Vol.1、Vol.2）[3]
- ぱすてるチャイムContinue - 「ぱすてるチャイムContinue アンソロジーコミック」（Vol.1のみ）
- Fate/stay night - 「Fate アンソロジーコミック」（Vol.1 - Vol.5A、Vol.5B）
- Fate/hollow ataraxia - 「Fate/hollow ataraxia アンソロジーコミック」（Vol.1、Vol.2）

成年コミックアンソロジー
- 乱漫（Vol.1 - Vol.5：1998年 - 1999年）[3][5][6][7][8]

- フォックスリミテッドアンソロジー（Vol.1 - Vol.9）[3][9][10][11][12][13][14][15][16][17]

- ヒメクリ銀華（Vol.1、Vol.2）[3][18][19]

小説アンソロジー
- Aria（アリア）（Vol.1のみ）[3]

### コミックス
「FOX comics」「FOX TIGER COMICS（FTCシリーズ）」「コミホリコミックス」レーベルにて刊行。
- Dr.モローのリッチな生活
- 賽の目繁盛記R

## ツクルノモリが製作に参加しているテレビアニメ
- マンガ家さんとアシスタントさんと
- 星刻の竜騎士
- ひめゴト
- デンキ街の本屋さん